# Jumanji: The Next Level
Jumanji: The Next Level  er en amerikansk actionfilm fra 2019 instrueret af Jake Kasdan. Den er den anden i Jumanji-serien.

## Medvirkende
- Dwayne Johnson som Dr. Smolder Bravestone
- Jack Black som Professor Sheldon "Shelly" Oberon
- Ser'Darius Blain som Anthony "Fridge" Johnson
- Kevin Hart som Franklin "Mouse" Finbar
- Danny Glover som Milo Walker
- Danny DeVito som Eddie Gilpin
- Karen Gillan som Ruby Roundhouse